# Maria Capuana
Maria Capuana (Fano, 2 settembre 1891 – Cagliari, 22 febbraio 1955) è stata un mezzosoprano italiano.

## Biografia
Maria Capuana nacque a Fano, nell'allora circondario di Pesaro, sorella maggiore del direttore d'orchestra Franco. Attratta dalla musica fin da giovane età, affinò gli studi del canto e del pianoforte a Napoli presso il Conservatorio di San Pietro a Majella, dove fu allieva di Beniamino Carelli.
Debuttò sul palcoscenico a Reggio Emilia nel 1916 interpretando Amneris in Aida, ruolo che avrebbe riproposto molte volte e che incise nella prima registrazione dell'opera destinata al mercato commerciale dalla Columbia di Milano.
Iniziò ben presto ad apparire nei maggiori teatri sia in Italia che in Francia e nel 1920, non ancora trentenne, era già apparsa al Teatro alla Scala, al San Carlo a Napoli, al Regio di Torino e al Théâtre des Champs-Élysées di Parigi. Nella prima parte della carriera si avvicinò anche al repertorio wagneriano, conseguendo diversi successi come Brangäne in Tristano e Isotta, parte che contribuì a renderla una dei principali cantanti wagneriani del periodo in Italia. Il repertorio includeva inoltre Ortrud in Lohengrin, Venus in Tannhäuser, Erda, Fricka, Gutrune e Second Norn ne L'anello del Nibelungo.
Nel 1921 venne chiamata per interpretare Zoraide nella prima mondiale di Ettore Fieramosca di Carlo Adolfo Cantù al Teatro Regio di Torino, e due anni più tardi, nel 1923, ottenne un grande successo alla Scala nel ruolo di Erodiade in  Salomè. Sempre alla Scala tornò con una certa frequenza, fino al 1928, nei ruoli di Amneris, Fricka, Ortrud e come Rubria in Nerone di Arrigo Boito. Tra il 1924 e il 1936 calcò periodicamente anche il palcoscenico del Teatro Carlo Felice di Genova nuovamente nel repertorio wagneriano e fece diverse apparizioni al San Carlo di Napoli, tra le quali il ruolo di Rufina in Conchita di Riccardo Zandonai. Nel 1926 al Teatro Gaetano Donizetti di Bergamo fu interprete della prima mondiale di Ivania di Emilio Pizzi. Apparve più volte al Teatro Massimo di Palermo e nel 1931 compì un tour col Carro di Tespi.
Oltre che in Francia, tra gli anni venti e trenta cantò a Barcellona, Lisbona, Il Cairo, al Teatro Colón di Buenos Aires, in Cile, Sudafrica.
Altri ruoli interpretati furono Adalgisa in Norma, Azucena ne Il trovatore, Charlotte in Werther, Laura ne La Gioconda, Leonora ne La favorita, Maffio Orsini in Lucrezia Borgia, Marguerite ne La damnation de Faust, Eboli in Don Carlo, La vecchia ne L'amore dei tre re.
La carriera terminò attorno alla fine degli anni trenta, in concomitanza dello scoppio della seconda guerra mondiale. Nell'ultima parte della vita si trasferì in Sardegna, dove aprì una scuola di canto (tra i suoi allievi il baritono Antonio Manca Serra) e dove visse fino alla morte all'età di 63 anni.

## Repertorio
| Ruolo                      | Titolo                  | Autore      |
| -------------------------- | ----------------------- | ----------- |
| Adalgisa                   | Norma                   | Bellini     |
| Margherita                 | La dannazione di Faust  | Berlioz     |
| Marta                      | Mefistofele             | Boito       |
| Rubria                     | Nerone                  | Boito       |
| Zoraide                    | Ettore Fieramosca       | Cantù       |
| Fidalma                    | Il matrimonio segreto   | Cimarosa    |
| Maffio Orsini              | Lucrezia Borgia         | Donizetti   |
| Leonora                    | La favorita             | Donizetti   |
| Armando                    | Maria di Rohan          | Donizetti   |
| Contessa di Coigny Madelon | Andrea Chénier          | Giordano    |
| La Strega di Marzapane     | Hänsel e Gretel         | Humperdinck |
| Lola                       | Cavalleria rusticana    | Mascagni    |
| Giglietta                  | Isabeau                 | Mascagni    |
| Carlotta                   | Werther                 | Massenet    |
| Urbano                     | Gli ugonotti            | Meyerbeer   |
| La vecchia                 | L'amore dei tre re      | Montemezzi  |
| Marina                     | Boris Godunov           | Musorgskij  |
| Ivania                     | Ivania                  | Pizzi       |
| Laura Adorno               | La Gioconda             | Ponchielli  |
| Suzuki                     | Madama Butterfly        | Puccini     |
| Erodiade                   | Salomè                  | Strauss     |
| Annina                     | Il cavaliere della rosa | Strauss     |
| Mignon                     | Mignon                  | Thomas      |
| Gertrude                   | Amleto                  | Thomas      |
| Maddalena                  | Rigoletto               | Verdi       |
| Azucena                    | Il trovatore            | Verdi       |
| Ulrica                     | Un ballo in maschera    | Verdi       |
| Preziosilla                | La forza del destino    | Verdi       |
| Eboli                      | Don Carlo               | Verdi       |
| Amneris                    | Aida                    | Verdi       |
| Meg Page                   | Falstaff                | Verdi       |
| Venere                     | Tannhäuser              | Wagner      |
| Ortrud                     | Lohengrin               | Wagner      |
| Fricka                     | La Valchiria            | Wagner      |
| Brangania                  | Tristano e Isotta       | Wagner      |
| Erda                       | Sigfrido                | Wagner      |
| Gutrune Seconda Norna      | Il crepuscolo degli dei | Wagner      |
| Rufina                     | Conchita                | Zandonai    |
| La Comandante              | I cavalieri di Ekebù    | Zandonai    |

### Riviste
- (EN) Maria Capuana – obituary, in Opera News, 28 marzo 1955,  p. 27, ISSN no (WC · ACNP).